# Confederación de Sindicatos Suecos
La Confederación de Sindicatos Suecos (en sueco: Landsorganisationen i Sverige, literalmente "Organización Nacional en Suecia") comúnmente conocido como LO, es una central sindical nacional, una organización paraguas que agrupa a catorce sindicatos suecos que organizan principalmente a trabajadores de cuello azul. La Confederación, que reúne a un total de 1,5 millones de empleados de la población sueca de 10 millones de habitantes, fue fundada en 1898 por sindicatos obreros por iniciativa del Congreso escandinavo del trabajo de 1897 y el Partido Socialdemócrata Sueco, compuesto casi exclusivamente por los sindicatos. En 2017, la densidad sindical de los obreros suecos fue del 61%, una disminución de quince puntos porcentuales desde 2006, cuando había una densidad sindical del 77%). Un factor que contribuyó fuertemente a esta disminución fueron las tarifas considerablemente elevadas a los fondos sindicales de desempleo en enero de 2007 hechas por el nuevo gobierno de centro derecha. 

## Organización
Los catorce sindicatos afiliados de la Confederación abarcan tanto el sector privado como el público. Los sindicatos miembros son totalmente independientes, y el papel de la Confederación se limita a la coordinación de la negociación salarial, las actividades internacionales, la educación sindical y otras áreas. Otra tarea importante es promover los puntos de vista de la organización para los responsables de la toma de decisiones y el público en general. También tiene representantes en los órganos de gobierno de muchas autoridades gubernamentales. La Confederación también es responsable de investigar y firmar planes de seguro del mercado laboral. Los sindicatos miembros, sin embargo, tienen la responsabilidad de la administración de los fondos del seguro de desempleo.
Mientras que su organización hermana danesa, la Confederación de Sindicatos Daneses, cortó sus lazos formales con el partido socialdemócrata del país en 1995, la Confederación Sindical Sueca mantiene una fuerte cooperación con los socialdemócratas. Aunque las organizaciones son independientes entre sí, la Confederación Sindical Sueca tiene un representante en el comité ejecutivo del partido elegido por el Congreso del Partido. Además, tanto la Confederación como los sindicatos miembros aportan cantidades sustanciales de dinero al partido. Hasta 1987, existía un sistema de membresía colectiva en el Partido Socialdemócrata para los miembros de la confederación, en el que el sindicato local podía postularse como miembro del Partido Social Demócrata y alistar efectivamente a todos sus miembros en el partido (un individuo podría declinar ser parte de esta membresía colectiva).
Hasta hace poco, la Confederación poseía el 50,1% del periódico nocturno Aftonbladet, el periódico más grande de Escandinavia (desde 2005). Desde 2012, la organización tan sólo posee el 9% del periódico. La organización lo compró en 1956, pero vendió el 49,9% a la empresa de medios noruega Schibsted el 2 de mayo de 1996.
El número de sindicatos miembros se ha reducido mediante fusiones. Más recientemente, el Sindicato de Trabajadores Forestales y Madereros y el Sindicato de Trabajadores Gráficos se fusionaron en una única denominada GS el 1 de junio de 2009.

## Sindicatos afiliados

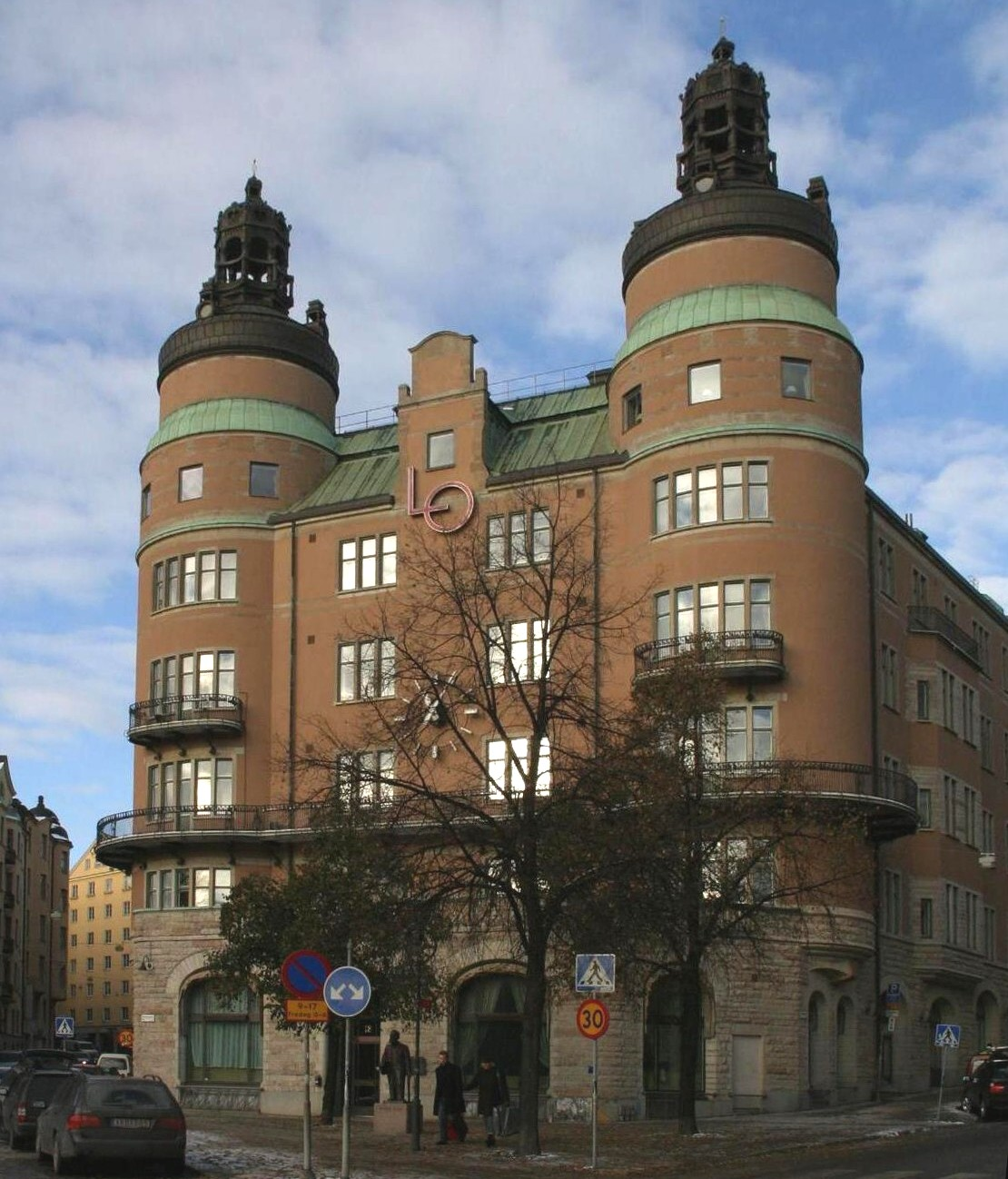
Castillo de LO (en sueco: LO-borgen), edificio de la sede de la histórica LO construido por el arquitecto sueco Ferdinand Boberg, ubicado en Norra Bantorget (Estocolmo).

1. Sindicato de Trabajadores de Mantenimiento de Edificios (Fastighetsanställdas Förbund, «Fastighets»)
2. Sindicato de Trabajadores de la Construcción (Svenska Byggnadsarbetareförbundet, «Byggnads»)
3. Sindicato de Empleados Comerciales (Handelsanställdas Förbund, «Handels»)
4. Sindicato de Electricistas (Svenska Elektrikerförbundet, «SEF»)
5. Sindicato de Trabajadores de la Industria Alimentaria (Svenska Livsmedelsarbetareförbundet, «Livs»)
6. Sindicato de Trabajadores de Restaurantes y Hoteles (Hotell och Restaurang Facket, «HRF»)
7. Sindicato GS (GS Facket för skogs-, trä- och grafisk bransch) tras la fusión el 1 de junio de 2009 de
  - Sindicato de Trabajadores Forestales y Madereros (Skogs- och Träfacket)
  - Sindicato de Trabajadores Gráficos (Grafiska Fackförbundet - Mediafacket)
8. IF Metall tras la fusión el 1 de enero de 2006 de
  - Sindicato de Trabajadores Industriales (Industrifacket)
  - Sindicato de Trabajadores Metalúrgicos (Svenska Metallindustriarbetareförbundet, «Metall»)
9. Sindicato de Trabajadores Municipales (Svenska Kommunalarbetareförbundet, «Kommunal»)
10. Sindicato de Músicos (Svenska Musikerförbundet, «SMF»)
11. Sindicato de Pintores (Svenska Målareförbundet)
12. Sindicato de Trabajadores de la Industria Papelera (Svenska Pappersindustriarbetareförbundet, «Pappers»)
13. Sindicato de Trabajadores del Transporte (Svenska Transportarbetareförbundet, «Transport»)
14. Sindicato de Empleados de Servicios y Comunicaciones (Facket för Service och Kommunikation, «SEKO»)

## Lista de presidentes
- Fredrik Sterky, 1898-1900
- Herman Lindqvist, 1900-1920
- Arvid Thorberg, 1920-1930
- Edvard Johanson, 1930-1936
- Albert Forslund, February-September 1936
- August Lindberg, 1936-1947
- Axel Strand, 1947-1956
- Arne Geijer, 1956-1973
- Gunnar Nilsson, 1973-1983
- Stig Malm, 1983-1993
- Bertil Jonsson, 1994-2000
- Wanja Lundby-Wedin, 2000-2012
- Karl-Petter Thorwaldsson, 2012-presente